# Claudio Granzotto
O Beato Claudio Granzotto (23 de agosto de 1900 - 15 de agosto de 1947) - nascido Riccardo Granzotto - era um religioso professo italiano da Ordem dos Frades Menores e um notável escultor. As obras de Granzotto foram um canal para sua expressão religiosa e refletem sua dedicação em usar a escultura para evangelizar os outros.
A fama por sua santidade pessoal levou ao início do processo de santidade que começou sob o Papa João Paulo I em 22 de setembro de 1978, antes que o Papa João Paulo II o nomeou Venerável em 7 de setembro de 1989 e posteriormente o beatificou em 20 de novembro de 1994.

## Vida
Riccardo Granzotto nasceu em 23 de agosto de 1900 na comuna de Santa Lucia di Piave, na província de Treviso, como o último dos nove filhos de Antonio Granzotto e Giovanna Scottò. A criança foi batizada no dia 2 de setembro em nome de "Riccardo Vittorio". Seu irmão mais velho, Giovanni, trabalhava como comerciante.
Seus pais eram camponeses que precisaram de sua ajuda no trabalho no campo desde a infância para sobreviver, e isso aumentou ainda mais após a morte de seu pai em 1909. Seus pobres pais eram devotos e incutiram nos filhos um forte conhecimento de sua fé. A eclosão da Primeira Guerra Mundial logo o viu convocado para as forças armadas italianas em 1915, onde serviu até 1918, quando a guerra terminou.
Assim que foi dispensado do serviço, pôde iniciar os seus estudos e desenvolver o seu talento como artista com um gosto particular pela escultura. Ele se matriculou na Accademia di Belle Arti di Venezia em Veneza e lá se formou com louvor em 1929; entrou encorajado pelo irmão mais velho Giovanni e pelo pároco Vittorio Morando. Um dos principais temas de suas obras foi a arte religiosa. Logo ele sentiu uma vocação religiosa ao conhecer o padre franciscano Amadio Oliviero em 1932 (os dois tornaram-se bons amigos) e decidiu se tornar um religioso professo - mais tarde entrou na Ordem dos Frades Menores em 7 de dezembro de 1933. Em sua carta de recomendação, seu pároco escreveu aos frades que "a ordem está recebendo não só um artista, mas um santo". Seu noviciado começou em 1935 e ele assumiu o nome religioso de "Claudio", enquanto em seguida fez os votos religiosos em 1936 e foi enviado ao convento de San Francesco em Vittorio Veneto. Em 1930, ele ganhou um concurso para colocar uma estátua que ele fez, mas isso se tornou um fracasso, pois foi negado porque ele não apoiava e nem queria apoiar o fascismo.
Granzotto optou por não buscar a ordenação e viveu sua vida como religioso professo no convento franciscano de Santa Maria della Pieve, em Pádua. Ele dedicou sua vida à contemplação do Evangelho, mas também ao serviço dos pobres e de sua arte, através da qual esperava expressar sua fé. A maioria de suas obras são representações de Jesus Cristo e dos santos. Um exemplo disso pode ser encontrado na igreja paroquial de sua cidade natal, que é uma figura esculpida do Diabo que sustenta a pia batismal da paróquia; seu pastor encomendou este trabalho específico. Outra versão foi posteriormente esculpida para o antigo santuário de Nossa Senhora aos cuidados dos frades franciscanos na ilha de Barbana. Ele passou seu tempo desempenhando suas funções enquanto continuava a perseguir sua paixão pela escultura. Muitas vezes ele passava noites inteiras em meditação silenciosa diante do Santíssimo Sacramento, pelo qual nutria uma devoção ardente. Claudio amava.
Em 1945, ele desenvolveu um tumor no cérebro que causaria sua morte não muito tempo depois. Ele abraçou os sofrimentos que suportou com esta desordem como uma imitação da Paixão de Cristo e morreu na Festa da Assunção em 15 de agosto de 1947. Seus restos mortais foram enterrados em Chiampo.

## Beatificação
O processo de beatificação começou na Diocese de Vittorio Veneto em um processo informativo que Dom Albino Luciani - o futuro Papa João Paulo I - inaugurou em 16 de dezembro de 1959 e depois encerrou em 6 de março de 1961, enquanto teólogos depois compilaram seus escritos para examiná-los. tais escritos estavam de acordo com a doutrina. O decreto para a aprovação de seus escritos foi emitido em 30 de março de 1967. Granzotto recebeu o título de Servo de Deus sob o governo de João Paulo I em 22 de setembro de 1978, com o início formal da causa; O Bispo Antonio Cunial supervisionou o processo apostólico que foi realizado de 20 de abril de 1980 até 8 de dezembro de 1981, momento em que a Congregação para as Causas dos Santos validou ambos os processos diocesanos em 7 de janeiro de 1983 em Roma.
A submissão da Positio a CCS em 1986 significou que os teólogos puderam conhecer e aprovar o conteúdo do dossiê na sua reunião em 9 de fevereiro de 1988, enquanto a CCS se reuniu mais tarde em 6 de junho de 1989 e também aprovou a causa. Granzotto foi intitulado Venerável em 7 de setembro de 1989, depois que o Papa João Paulo II confirmou que o falecido religioso viveu uma vida de virtudes heróicas. O processo de investigação de um milagre ocorreu no local de origem e posteriormente recebeu a validação CCS em 19 de setembro de 1986, antes de receber a aprovação de um conselho médico em 1 de abril de 1992. Os teólogos o aprovaram em 9 de outubro de 1992, assim como o CCS em 22 de junho de 1993, antes que João Paulo II concedeu a aprovação final necessária para ele em 6 de julho de 1993. João Paulo II beatificou a Granzotto em 20 de novembro de 1994 na Basílica de São Pedro.
A cura repentina e inexplicável de uma criança sofrendo de peridacriocistite foi declarada como o milagre atribuído à sua intercessão. A festa litúrgica foi aposta no dia 2 de setembro em vez da data de sua morte como é a norma. O postulador atual desta causa é Fra Giovangiuseppe Califano.